# Heliotropium longiflorum
Heliotropium longiflorum är en strävbladig växtart. Heliotropium longiflorum ingår i Heliotropsläktet som ingår i familjen strävbladiga växter.

## Underarter
Arten delas in i följande underarter:
- H. l. longiflorum
- H. l. undulatifolium
- H. l. stenophyllum